# The Blanks
The Blanks ist ein US-amerikanisches A-cappella-Quartett.
Bekannt wurde die Gruppe vorrangig durch wiederholte Gastrollen-Auftritte als Teds Band in der Comedy-Serie Scrubs – Die Anfänger, in der Bandmitglied und Schauspieler Sam Lloyd den labilen Krankenhausanwalt Theodore „Ted“ Buckland verkörpert. In der Serie heißen sie „Die erbärmlichen Versager“ bzw. „The worthless peons“.

## Geschichte
Sam Lloyd, George Miserlis und Paul F. Perry lernten sich während ihres Studiums an der Syracuse University kennen. Als sie später nach Los Angeles übersiedelten, stießen sie dort auf Philip McNiven.
2004 veröffentlichte die Gruppe auf dem Label Parody Records ihr erstes Album Riding the Wave. Darauf befinden sich unter anderem nahezu alle bis zur vierten Staffel in Scrubs gesungenen Lieder und angeblich unautorisierte Gespräche mit den Crew-Mitgliedern der Serie, wodurch auch auf dem Album ein enger Bezug zu Scrubs erhalten bleibt.
Die beiden Bandmitglieder Sam Lloyd und Paul F. Perry spielen zusätzlich mit zwei weiteren Musikern in der Beatles-Coverband The Butties.
Die Band war auch im Intro der ZDFneo Late-Night-Show NeoParadise zu hören.

## Bandmitglieder
- Sam Lloyd – Lead-Tenor († 30. April 2020)
- Philip McNiven – Countertenor
- George Miserlis – Bariton
- Paul F. Perry – Bass